# Salix wuxuhaiensis
Salix wuxuhaiensis är en videväxtart som beskrevs av N. Chao. Salix wuxuhaiensis ingår i släktet viden, och familjen videväxter. Inga underarter finns listade i Catalogue of Life.